# Copmanhurst
Copmanhurst är en ort i Australien. Den ligger i kommunen Clarence Valley och delstaten New South Wales, i den sydöstra delen av landet, omkring 500 kilometer norr om delstatshuvudstaden Sydney.
Närmaste större samhälle är Grafton, omkring 19 kilometer sydost om Copmanhurst.
I omgivningarna runt Copmanhurst växer huvudsakligen savannskog. Trakten runt Copmanhurst är nära nog obefolkad, med mindre än två invånare per kvadratkilometer. Genomsnittlig årsnederbörd är 1 423 millimeter. Den regnigaste månaden är januari, med i genomsnitt 273 mm nederbörd, och den torraste är oktober, med 19 mm nederbörd.